# دهه ۲۰۴۰ (میلادی)
دهه ۲۰۴۰ (میلادی) دویست و چهارمین دهه تقویم میلادی است. این دهه در ژانویه ۱ سال ۲۰۴۰ آغاز و در دسامبر ۳۱ سال ۲۰۴۹ به پایان می‌رسد.

## مناسبت‌ها و پیش بینی‌ها
- مأموریت احتمالی ناسا در سفر به کالیستو یکی از اقمار مشتری.[۱]

‎